# Docteur Thorne
Docteur Thorne est une minisérie télévisée en trois parties produite par Julian Fellowes, Harvey Weinstein et Bob Weinstein. Il s'agit d'une adaptation du roman homonyme par Anthony Trollope, publié en 1858. Le premier épisode est diffusé le 6 mars 2016 sur la chaine ITV.
Elle est diffusée le 4 juillet 2020 sur Chérie 25 en France.

## Synopsis
Mary Thorne, enfant non reconnue et désargentée, grandit sous la tutelle de son oncle, le docteur Thorne. Ils vivent au contact de la famille Gresham du domaine de Greshamsbury Park. En grandissant, Mary et Frank Gresham se rapprochent alors que les relations entre les deux familles deviennent plus difficiles.

## Distribution principale
- Tom Hollander : Dr Thorne
- Stefanie Martini : Mary Thorne
- Harry Richardson : Frank Gresham
- Rebecca Front : Lady Arabella Gresham
- Richard McCabe : Frank Gresham Sr.
- Ian McShane : Sir Roger Scatcherd
- Alison Brie : Miss Dunstable
- Janine Duvitski : Lady Scatcherd
- Edward Franklin : Louis Scatcherd
- Danny Kirrane : M. Moffatt
- Nell Barlow : Beatrice Gresham
- Gwyneth Keyworth : Augusta Gresham
- Phoebe Nicholls : Comtesse de Courcy
- Tim McMullan : Comte de Courcy
- Kate O'Flynn : Lady Alexandrina de Courcy
- Tom Bell : Lord Porlock
- Nicholas Rowe : Mortimer Gazebee
- Alex Price : Révérend Caleb Oriel
- Cressida Bonas : Patience Oriel
- Ben Moor : Cossett
- Jane Guernier : Janet Thacker
- Sean Cernow : Jonah
- David Sterne : M. Romer
- Ed Cartwright : Valet de pied
- Michael Grady-Hall : Valet de Lord Scatcherd

## Épisodes
La série se compose de 3 épisodes de 48 minutes chacun.